# Jurij Moravec
Jurij Moravec, także George lub Georges Morawetz (ur. 22 stycznia 1923 w Pradze, zm. 2 lipca 1964 w Gigondas) – czeski malarz postimpresjonistyczny

## Życiorys
Urodził się 22 stycznia 1923 r. w Pradze jako syn Emanuela Moravca. Od 1936 r. należał do czechosłowackiego harcerstwa. We wrześniu 1937 roku musiał pod wpływem ojca wstąpić do gimnazjum wojskowego w Moravskiej Třebovej, a gdy nie odnosił w niej sukcesów, ojciec naciskał na niego, by poszedł do szkoły ekonomicznej. W przeciwieństwie do braci, miał zdecydowanie krytyczne nastawienie do światopoglądu ojca i jego kolaboracji z nazistami, a niemieckie obywatelstwo przyjął wyłącznie, by mieć możliwość kontynuowania nauki i rozwoju artystycznego. W listopadzie 1939 r. rozpoczął studia w Niemieckiej Akademii Sztuk Pięknych w Pradze u prof. Heinricha Hönicha, Josefa Vietzego i Maxa Švabinský'ego. 
W lutym 1942 r. został zmobilizowany do niemieckiego wojska. 17 kwietnia 1942 r. został przyjęty do 137 Pułku Jegrów Górskich w Salzburgu i w październiku tego samego roku został skierowany z oddziałem na front wschodni. Tam został przydzielony do sztabu XVII Armii na Kaukazie, gdzie pracował jako kreślarz. Na początku stycznia 1943 roku został skierowany do jednostki propagandowej Propaganda-Ersatz-Abteilung w okolicach Smoleńska, która szkoliła rosyjskich ochotników na potrzeby tworzonej armii Własowa. Ze względu na znajomość języka rosyjskiego, który poznał dzięki matce, został tłumaczem i jednocześnie mianowano go instruktorem szkolenia piechoty. Pod koniec 1943 r. Moravec został skierowany na kurs oficerski do Poczdamu i od lutego do maja 1944 r. służył tam jako podoficer, a w maju tego samego roku został przeniesiony do Francji, do sztabu XIX Armii w Awinionie. Krótko po inwazji aliantów upił się podczas pełnienia warty i został przez sąd wojskowy skazany na sześć miesięcy więzienia i pozbawiony stopnia podoficerskiego. Dzięki interwencji ojca po pięciu tygodniach został zwolniony z więzienia, a wykonanie pozostałej części wyroku zostało uchylone. Wkrótce po przywróceniu do służby nastąpił odwrót jego jednostki, podczas którego Moravec został lekko ranny podczas starcia z oddziałem francuskich partyzantów. Po powrocie do zdrowia przeszedł szkolenie przeciwpancerne dla piechoty w Alzacji-Lotaryngii, po czym został przydzielony do 338. Pułku Piechoty Wehrmachtu, z którym 14 listopada 1944 r. trafił na front w pobliżu Belfort.
Już dwa dni później zdezerterował z niemieckiej armii, wstępując w szeregi Polskich Sił Zbrojnych. Został z nich jednak wydalony i osadzony w obozie jenieckim w marcu 1945 r., gdy odkryto jego pokrewieństwo z Emanuelem Moravcem. Po wojnie został przekazany władzom czechosłowackim. Wraz z transportem żołnierzy Wehrmachtu przybył 24 października 1945 roku do obozu jenieckiego w Pradze-Motoli. W sierpniu 1945 r. został przekazany pod jurysdykcję Nadzwyczajnego Sądu Ludowego w Pradze Pankrácu. W śledztwie badano głównie jego działalność na froncie wschodnim, gdyż na podstawie jednego z listów ustalono, jakoby miał w 1943 r. pod Smoleńskiem wrzucić granat do pomieszczenia, w którym znajdowała się rodzina partyzantów. Pomimo kilku niezależnych od siebie i korzystnych dla niego zeznań świadków i pomimo petycji znajomych artystów, został skazany w dniu 14 lutego 1947 r. za zbrodnie przeciwko państwu na siedem lat więzienia, pozbawienie praw obywatelskich na okres 10 lat, konfiskatę mienia i obciążenie kosztami procesu. W sprawie o popełnienie zbrodni wspierania i propagowania nazizmu oraz spowodowania obrażeń ciała dużej liczby osób (tj. służbę na froncie wschodnim) został zaś uniewinniony. 
Karę odbywał w więzieniach w Pradze-Pankrácu, Pilźnie-Borach (pracując przy wydobyciu węgla w północnoczeskich kopalniach), Chrudimiu oraz Ostrovie nad Ohří (pracując przy wydobyciu uranu w regionie Jáchymova). Wielokrotnie był oceniany wówczas jako wzorowy pracownik i został jednym z więźniów funkcyjnych, ale w odróżnieniu od innych nie nadużywał tej pozycji. Odbył całą karę, a po jej zakończeniu został 24 października 1952 r. przewieziony do obozu dla wysiedleńców w Ostrawie-Kunčicach, ale zanim udało się go deportować do Republiki Federalnej Niemiec, uzyskał zgodę na dalszy pobyt w Czechosłowacji. Ponownie złożył wniosek o emigrację do Niemiec i otrzymał paszport emigracyjny.
Wyemigrował z Czechosłowacji do zachodniej Europy  pod nazwiskiem George lub Georges Morawetz i w 1956 r. osiadł w Ludwigsburgu. W tym okresie nawiązał kontakt z Kunsthaus Bühler. Początkowo jego obrazy pejzażowe ze Schwarzwaldu, martwe natury i portrety cieszyły się dużym zainteresowaniem, a pierwsza wystawa jego prac odbyła się w tej galerii w 1958 roku. Jako żołnierz Wehrmachtu poznał Prowansję i uznał ją za idealne na osiedlenie się, stąd w 1959 roku zamieszkał w wiosce Gigondas niedaleko Carpentras. Malował w tym okresie intensywnie. Technika malarska Moravca bazowała na impresjonizmie, ale jego kreska jest bardziej energiczna, a warstwy koloru nakładał na płótna za pomocą szpachelki, której nie użyliby klasyczni impresjoniści. Jednocześnie jego prace charakteryzują się rutynowością. Na emigracji udzielał się w środowisku artystycznym, m.in. organizował wystawy i otrzymywał nagrody na konkursach malarskich, np. w 1960 r. zdobył nagrodę miasta Paryża w dziedzinie sztuki nowoczesnej. W 1964 roku odwiedził Stuttgart i namalował kilka obrazów na Jurze Szwabskiej, z których część znajduje się obecnie w zbiorach Städtische Galerie Albstadt. W tym samym roku otrzymał zaproszenie do nauczania w prestiżowej Akademii Letniej w Salzburgu.
Zmarł z powodu zawału serca 2 lipca 1964 r. w Gigondas jako ostatni przedstawiciel rodziny Moravców. Większością jego spuścizny zarządza galeria Bühler.